# Verticordia integra
Verticordia integra är en myrtenväxtart som beskrevs av Alexander Segger George. Verticordia integra ingår i släktet Verticordia och familjen myrtenväxter. Inga underarter finns listade i Catalogue of Life.